# 鈴江誉志
鈴江 誉志（すずえ たかゆき、1998年3月24日 - ）は、日本の映画監督。

## 略歴
2018年、監督作品『インスタントカメラ』が国内映画祭に数多く入選。本格的に活動を始める。
2019年、学生団体「首都圏映画サークル連合」の代表を務める。
2020年10月24日、特集上映「ボーイズプラトニック～鈴江誉志監督特集～」と題し、監督作品が池袋シネマ・ロサにて一週間劇場公開。新人監督特集としては当時最年少でのデビュー（当初は2020年5月23日の公開を予定していたが、新型コロナウイルス感染拡大による緊急事態宣言により公開延期）。
現在も「青年の繊細な感情」を主題とした映画を撮り続けている。

## 作品
- 6cm（2016） - 監督・脚本・撮影・編集
- インスタントカメラ（2017） - 監督・脚本・撮影・編集
- 東京国際映画祭 CM（2017） - 監督・脚本・撮影・編集
- 無重力（2018年） - 監督・脚本・撮影・編集
- テープレコーダー（2019年） - 監督・脚本・編集
- 青い（2019年） - 監督・脚本・編集
- リスケ（2021年） - 監督・脚本・編集

## 受賞歴
2017年
- Cinema Terminal Gate003 入選（6cm）[5]
- 東京国際映画祭 CMコンペティション 特別賞（東京国際映画祭CM）[6]

2018年
- Cinema Terminal Gate004 作品賞（インスタントカメラ）[7]
- 第6回MKE映画祭 入選（インスタントカメラ）[1]
- 夜空と交差する森の映画祭 2018 入選 （インスタントカメラ）[8]
- 3min映画祭 第2位（無重力）[9]

2019年
- Jesus Cinema Festival 2019 グランプリ＆観客賞（青い）[10]
- 夜空と交差する森の映画祭 2019 入選（青い）[11]

2020年
- 中之島映画祭 学生映画上映企画「青春10minutes！」青春大賞（テープレコーダー）[12]

2021年
- 第9回八王子ShortFilm映画祭 グランプリ＆観客賞＆審査員特別賞(リスケ)[13]

2022年
- STARDUST DIRECTORS film fes. 2022賞(リスケ)[14]
- 第27回ながおか映画祭 監督賞(リスケ)[15]
- 第18回山形国際ムービーフェスティバル 審査委員特別賞(リスケ)[16]
- はままつ映画祭2022 大賞(リスケ)[17]
- かごしま平和映画祭 実行委員会賞(リスケ)[18]